# SPARC64 VI
SPARC64 VI (кодовое имя «Olympus-C») — микропроцессор, разработанный Fujitsu. Он использует систему команд SPARC V9 и удовлетворяет спецификации Joint Programming Specification (JSP1), разработанной Fujitsu и Sun. Процессор используется в совместной линейке серверов Fujitsu и Sun SPARC Enterprise класса M. Преемником SPARC VI стал SPARC64 VII (также называвшийся SPARC64 VI+), выпущенный в 2008 году.

## Описание
Микропроцессор имеет два ядра, каждое из которых представляет собой видоизменённый процессор SPARC64 V+. Ядра разделяют 6 МБ кэш-памяти второго уровня.
Для реализации многопоточности в SPARC64 VI используются два способа: симметричная многопроцессорность (SMP) и крупнозернистая многопоточность, которую Fujitsu называет вертикальной многопоточностью (vertical multi-threading).

## SPARC64 VII
SPARC64 VII (кодовое имя «Jupiter») — дальнейшая разработка SPARC64 VI. Это 4-ядерный микропроцессор, каждое ядро способно исполнять 2 потока. Таким образом, процессор может обрабатывать 8 потоков одновременно.
Сокет SPARC64 VII совместим с сокетом его предшественника, SPARC64 VI. Поэтому возможно проведение модернизации существующих серверов класса M до SPARC64 VII.

## SPARC64 VIIIfx
SPARC64 VIIIfx (кодовое имя «Venus») — восьмиядерная версия процессора SPARC64 VII. Микропроцессор имеет производительность до 128 Гфлопс и производится по 45-нм технологии. На август 2009 года SPARC64 VIIIfx являлся самым быстрым в мире процессором, обгоняя самый быстрый процессор от Intel (Xeon 5500 на ядре Nehalem) примерно в 2,5 раза.